# لافایت بانل
لافایت هاوتون بانل (Lafayette Houghton Bunnell) (۱۳ مارس ۱۸۲۴ –۲۱ ژوئیه ۱۹۰۳) طبیب، مؤلف و کاوشگر آمریکایی بود. او بیشتر به‌خاطر مشارکت با گردان ماریپوزا، اولین غیر سرخ‌پوستانی که وارد دره یوسیمیتی شدند و کتابش؛ کشف یوسمیت و جنگ سرخ‌پوستان در سال ۱۸۵۱، شناخته شده‌است. بانل اعضای گردان را در رای‌گیری برای نام‌گذاری دره رهبری کرد و به همین دلیل اغلب به او به عنوان فردی که نام یوسمیت را نام‌گذاری کرد، اعتبار می‌دهند. او همچنین یک سرباز و جراح در جنگ ایالات متحده با مکزیک و جنگ داخلی بود.

## زندگی‌نامه
بانل در ۱۳ مارس ۱۸۲۴ در راچستر نیویورک، متولد شد. پدرش بردلی بانل و داییش داگلاس هاوتون (هر دو طبیب)، تأثیر عمده-ای بر لافایت جوان گذاشتند، به ویژه که میل به جستجوی ماجراجویی در «غرب» را در او القا کردند. در ۱۸۳۲، پدر بانل تصمیم گرفت که به دیترویت برود. هرچند که خانواده، قبل از نقل مکان نهایی، در بوفالو ماندند. به دلیل اپیدمی وبا، بردلی بانل برای درمان بیماران فراخوانده شد. وقتی آنها سرانجام در دیترویت مستقر شدند، بانل جوان با اوزبیو، پاتواتومی و جوانان فرانسوی- کانادایی دوست بود. او در یک مدرسه کاتولیک تحصیل کرد، نه به این دلیل که کاتولیک بود، بلکه به این دلیل که بهترین مدرسهٔ شهر بود.
در ۱۸۴۵ پدر بانل به دیترویت بازگشت. پس از حل و فصل امور مختلف تجاری، بانل به از او پیروی کرد و تحصیل پزشکی را زیر نظر دکتر اسکویل از سر گرفت. زمانی که جنگ با مکزیک آغاز شد، بانل نام‌نویسی کرد و به عنوان یک کارمند بیمارستان، کار کرد. و مدتی مسئول بیمارستان کوردووا بود، هنگامی که در پایان جنگ به میشیگان بازگشتند، فرماندهی پزشکی یک هنگ را برعهده داشت. پس از اتمام خدمت، شایعات مربوط به اعتصاب طلا در کالیفرنیا توسط رئیس‌جمهور پولک، تأیید شد و بانل تصمیم گرفت تا شانس خود را در کالیفرنیا جستجو کند. او از راه زمینی از طریق تگزاس و مکزیک سفر کرد.
در طول زمستان ۱۸۴۹–۱۸۵۰، هنگام صعود از مسیر قدیمی دره خرس با کشتی ریدلی، در رودخانه می‌رسد، توجه من به قله‌های سنگی شگفت‌انگیز سیرا نواداس جلب شد. در دوردست، صخره‌ای عظیم ظاهر می‌شد، ظاهراً قله کوه‌ها بود. اگرچه با طبیعت در وحشی‌ترین حالات او آشنا بودم، اما با تعجب و تحسین به این ستون الهام‌بخش نگاه کردم. هر زمان که فرصتی فراهم می‌شد، در مورد مناظر مربوط به آن محل پرس و جو می‌کردم. اما تعداد کمی از معدنچی‌ها متوجه ویژگی‌های خاص آن شده بودند.— لافایت هاوتون بانل، کشف یوسمایت و جنگ بومیان ۱۸۵۱ که منجر به آن رویداد شد
در ۱۸۵۱، بانل یکی از اعضای گردان ماریپوزا بود که کاشفان غیربومی دره یوسمیتی شدند. اکتشاف هدف اصلی این سفر نبود. گردان در جستجوی رهبران قبایل بومی آمریکا که در یورش‌های اخیر به شهرک‌های آمریکایی، شرکت داشتند بود. بانل دره را کاوش کرد و بسیاری از ویژگی‌های آن را نام برد. کشف یوسمیتی و جنگ با سرخ‌پوستان در سال ۱۸۵1 (1880) حاوی گزارش از اکتشاف او و اقدامات گردان است. اکثر چیزهایی که در مورد رئیس تنایا و آهوانچی شناخته شده‌است، از گزارش‌های مکتوب بانل استخراج شده‌است. بانل اولین کسی بود که با رئیس تنایا روبرو شد، کسی که متعاقباً کتابی نوشت.
بانل بعداً به عنوان جراح در جنگ داخلی آمریکا خدمت کرد. پس از جنگ به هومر، مینه‌سوتا نقل مکان کرد و با سارا اسمیت ازدواج کرد. اگرچه او کمی طبابت کرد، اما بیشتر اوقات با مستمری بازنشستگی ارتش زندگی کرد و تاریخ می‌سی‌سی‌پی بالا را نوشت. او در ۲۱ ژوئیه ۱۹۰۳ در هومر درگذشت.

## میراث
نقطه بونل در انتهای شرقی دره کوچک یوسمیت، به افتخار او نام‌گذاری شده‌است.

## کتابشناسی
- Bunnell, Lafayette Houghton (2003) [1880]. Discovery of the Yosemite and the Indian War of 1851 Which Led to That Event. Washington, D.C.: Library of Congress, National Digital Library Program. OCLC 51675913. Retrieved 2009-01-05.
- Bunnell, Lafayette Houghton. Winona (We-No-Nah) and Its Environs on the Mississippi in Ancient and Modern Days. Winona, Minn: Jones & Kroeger, printers and publishers, 1897.
- Bunnell, Lafayette Houghton. The Date of the Discovery of the Yosemite. New York: Century Co, 1890.